# 마카르투리아속
마카르투리아속(Macarthuria)은 석죽목에 속하는 속씨식물 속의 하나이다. 마카르투리아과(Macarthuriaceae)의 유일속이다. 오스트레일리아에 자생하는 약 9종으로 이루어져 있다.

## 하위 종
| - M. apetala - M. australis - M. complanata - M. ephedroides - M. georgeana | - M. intricata - M. keigheryi - M. neocambrica - M. vertex |